# Muziekinstrumentenmuseum (Szyba)
Muziekinstrumentenmuseum (Szyba) (Pools: Muzeum Instrumentów Muzycznych w Szybie) is een museum in het Poolse dorp Szyba dat gewijd is aan de geschiedenis van muziekinstrumenten.
Het museum werd opgericht in 1997 en bevindt zich in een monumentaal herenhuis uit 1797, waarbij in een van de vertrekken een permanente tentoonstelling en in de lobby een wisselende tentoonstelling wordt getoond.

## Collectie
De collectie telt meer dan 3000 stukken uit heel Europa, de Verenigde Staten en Azië, daterend uit de zeventiende eeuw tot heden. Tevens wordt een deel van de collectie regelmatig tentoongesteld in andere plaatsen.